# 御在所岳
御在所岳（ございしょだけ）は、三重県三重郡菰野町と滋賀県東近江市の境にある標高1,212 mの山で、御在所山とも呼ばれる。鈴鹿国定公園の中に位置し、日本二百名山、関西百名山及び鈴鹿セブンマウンテンに選定されている。また、東近江市が市政10周年を記念して2015年（平成27年）9月に選定した鈴鹿10座の一座でもある。

## 概要
急峻な岩壁やツツジ科の花々が美しい、変化に富んだ山である。春にはツツジや桜、そして様々な植物、夏にはアカトンボ、秋には紅葉、冬には樹氷や冬山登山と、四季を通じて楽しむ山として最適であるが、一方では「藤内壁」（とうないへき）などの岩肌を有し、ロッククライミングの名所ともなっている。冬には藤内壁のアイスクライミングも楽しめる。
三重県側の湯の山温泉から山頂直下まで御在所ロープウェイが通じている。広い山頂部は御在所スキー場となっており、そのリフトを利用して、一等三角点
のある西端の山頂まで行くことができる。

## 地形と地質
鈴鹿山脈は断層山脈である。このため三重県側から見た山脈の構造と滋賀県側から見た山の構造が著しく異なる。三重県側は切り立っており、そのため山稜の形もよく、各山からの眺望に優れている。御在所岳は花崗岩質が多く、太古に堆積した花崗岩が侵食により山肌に現れ、いろいろな形の巨岩・奇岩が見られるのが特徴である。中道登山道には「負ばれ岩」・「地蔵岩」・「立岩」、山頂付近には「大黒岩」と「富士見岩」、国見尾根には「天狗岩」と「ゆるぎ岩」がある。他に周辺には「石門」・「きのこ岩」・「鷹見岩」などがある。
|          |        |        |      |        |          |          |
| 負ばれ岩 | 地蔵岩 | 大黒岩 | 石門 | 天狗岩 | ゆるぎ岩 | きのこ岩 |

この地形を利用している生物がアキアカネである。このトンボは初夏に菰野や四日市などの水田、ため池、川などで羽化し、夏の日差しが強くなり気温が30度を超えると、御在所岳へ暑さを避けて移動する。また、秋が近づき気温が下がると、下界に舞い戻り産卵するという特徴的な生態を示している。
また、この鈴鹿山脈は多くの植物の南限としても有名で、ブナ・カラマツなども滋賀県側の登山道で見ることができる。このため南からの植物と北からの植物が入り乱れて咲いている。しかし、国定公園に指定されているにもかかわらず、近年、山野草を採取し持ち帰る者が多く、絶滅に近い植物も多く見られる。

## 歴史

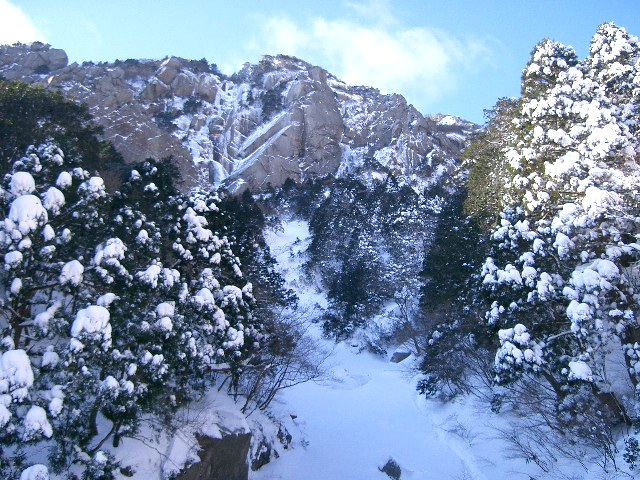
裏道登山道・藤内壁

- 1858年（安政5年）5月 - 植物学者の伊藤圭介らが、植物調査のために登頂。当時は菰野山と呼ばれていた[9]。
- 1868年（明治元年） - 浄蓮寺の僧覚順により開山されたといわれている[10]。
- 1885年（明治18年） - 山頂に一等三角点が設置される。
- 1939年（昭和14年） - 名古屋山岳連盟（現在の愛知県山岳連盟）が「北谷道場」の山小屋を建て、藤内壁のルート開拓が盛んに行われていた[9]。
- 1950年（昭和25年） - 第5回国民体育大会が愛知県で開催された際に、御在所岳の藤内壁で初めて岩登りコースで山岳競技が行われた[11]。
- 1959年（昭和34年）4月 - 御在所ロープウェイが開業した。現在は通年運行されている。山頂まで約12分[12]。
- 1964年（昭和39年） - 近畿日本鉄道が中心となり、鈴鹿セブンマウンテンの登山大会が始まった[4]。
- 1968年（昭和43年）7月22日 - 鈴鹿国定公園に指定された[13]。
- 2006年（平成18年）11月30日 - ロープウェイ終点駅付近の山上公園にあった日本カモシカセンターが閉鎖された。ニホンカモシカだけでなく世界中のカモシカが見られる学術的にも重要な動物園であった。
- 2008年（平成20年）9月2日 - 3日 - 一帯は集中豪雨[14]のため、国道477号の鈴鹿スカイラインは大規模に崩落した。道路は通行止めとなり、武平峠の通り抜けが出来なくなった。2012年4月末に、復旧予定[15]。
- 2009年（平成21年）9月28日 - 従来の裏道登山道の南側に迂回路の新ルートが開設された。
- 2010年（平成22年）4月5日 - 2008年の豪雨被害で営業を休止していた藤内小屋が一部改修され営業を再開した[16]。
  - 10月末 - 藤内小屋周辺などでは土石流の傷跡がまだ残っている。
- 2011年（平成23年）11月1日 - 豪雨被害にて閉鎖されていた国道477号の鈴鹿スカイラインが順調に復旧作業が進み前倒しで復旧された[17]。

## 観光

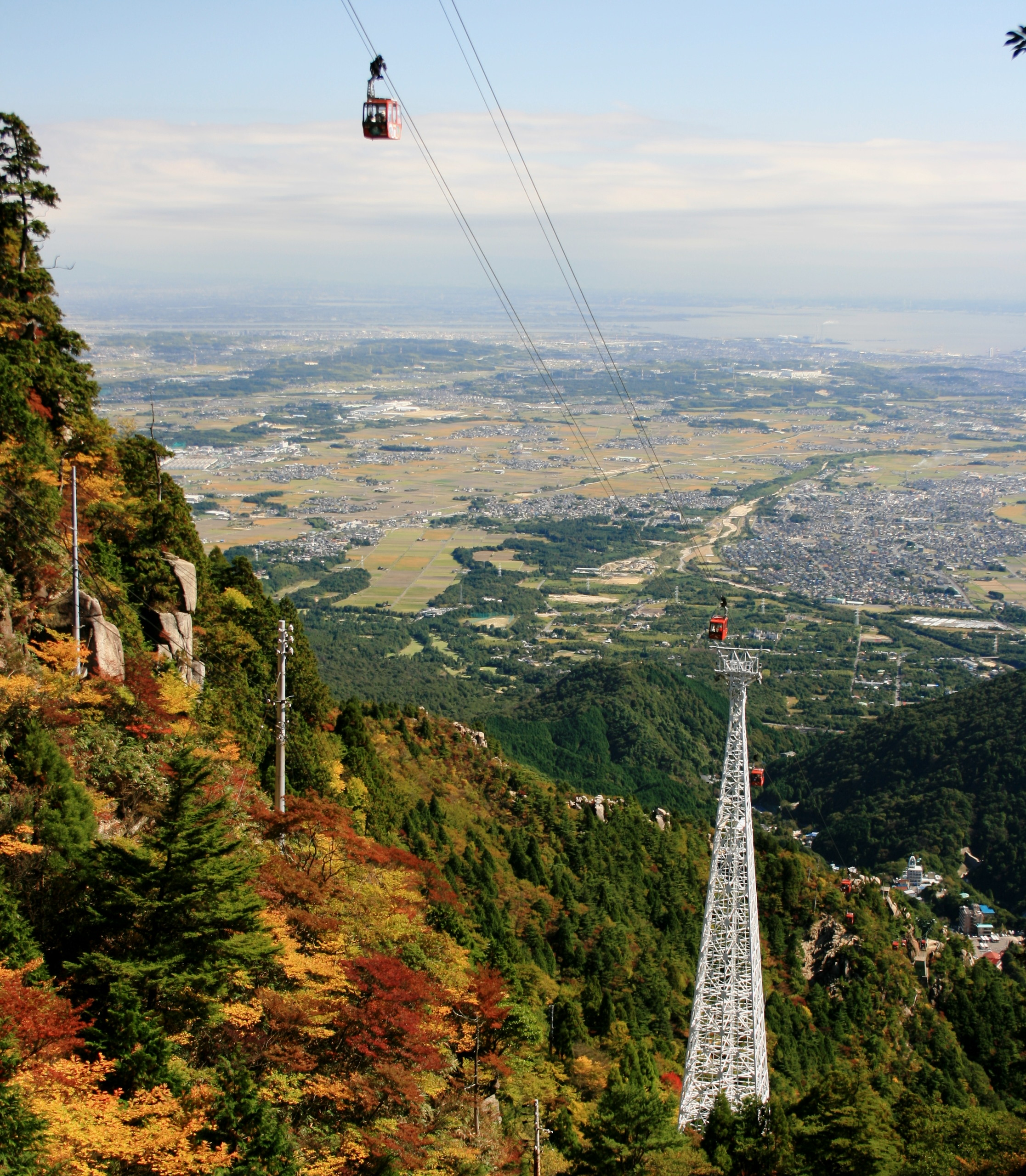
御在所ロープウェイ
眼下に湯の山温泉街や伊勢湾を望むことができる

### 湯の山温泉
三重県側の麓の湯の山温泉 には、ホテルと民宿が建ち並び、多くの観光客が訪れる。特に紅葉シーズンは周辺が賑やかになる。

### 御在所ロープウェイ
1959年（昭和34年）4月29日に開業した麓のロープウェイ湯の山温泉駅とロープウェイ山上公園駅間を結ぶ標高差約780 mの御在所ロープウェイが通年運行されている。

### 御在所スキー場
御在所岳の山頂には、1959年に開業した三重県で唯一の御在所岳スキー場がある。一部リフトは観光用として通年運行されている。

### 御在所山上公園

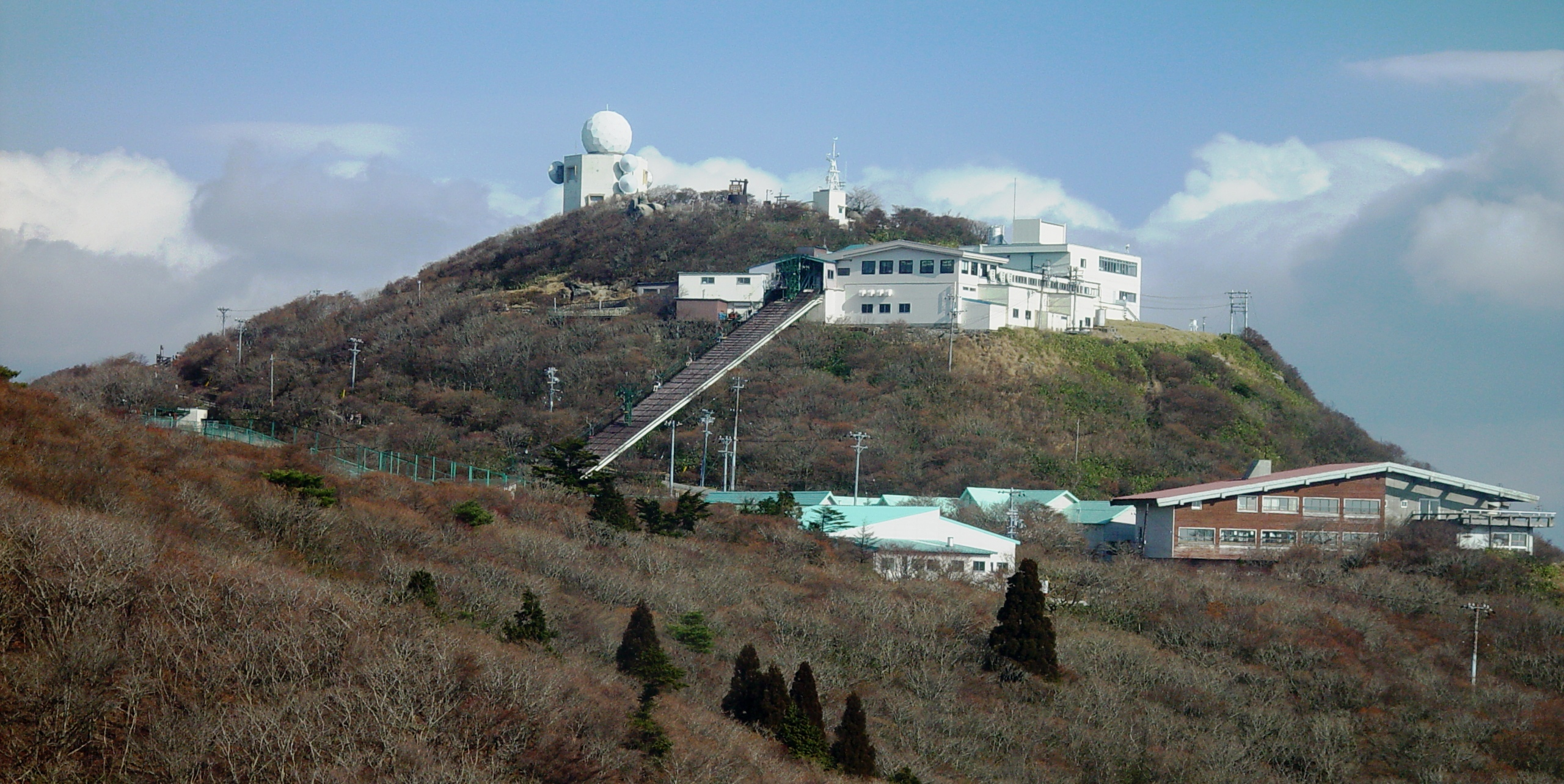
御在所山上公園
東側には御在所レーダ雨量計と御在所ロープウェイ山頂公園駅がある

御在所岳の山頂は、東西約600 mなだらかな地形になっていて、御在所山上公園が整備され以下の施設やレストラン等がある。以前山上にあったユースホステルは閉館し解体された。
- 富士見岩展望台 - 公園の東端に位置する展望台で、空気が澄んだ日には富士山が見られることが稀にある。
- 御在所レーダ雨量計 - 山上公園の朝陽公園には国土交通省が設置した、屋上が白いドーム型のレーダ雨量計がある。
- 日本カモシカセンター - 1960年から2006年まで開園されていたカモシカ専門の動物園で、現在は御在所自然センターの展示施設となっている。
- 芭蕉池 - 山上公園の中央に小川が流れる芭蕉池があり、春にかつてはミズバショウなどの花が見られる。
- 望湖台 - 山上公園の西端には、御在所岳の最高地点の花崗岩の巨石が積み重なった「望湖台」と呼ばれる展望地があり、琵琶湖や鈴鹿山脈の山々を望むことができる。
- 長者池 - 望湖台の南には、小さな神社の祠とサンショウウオが生息する小さな長者池がある。
- 御嶽大権現 - 山上公園の南西端には、御嶽大権現の鳥居と神社がある。

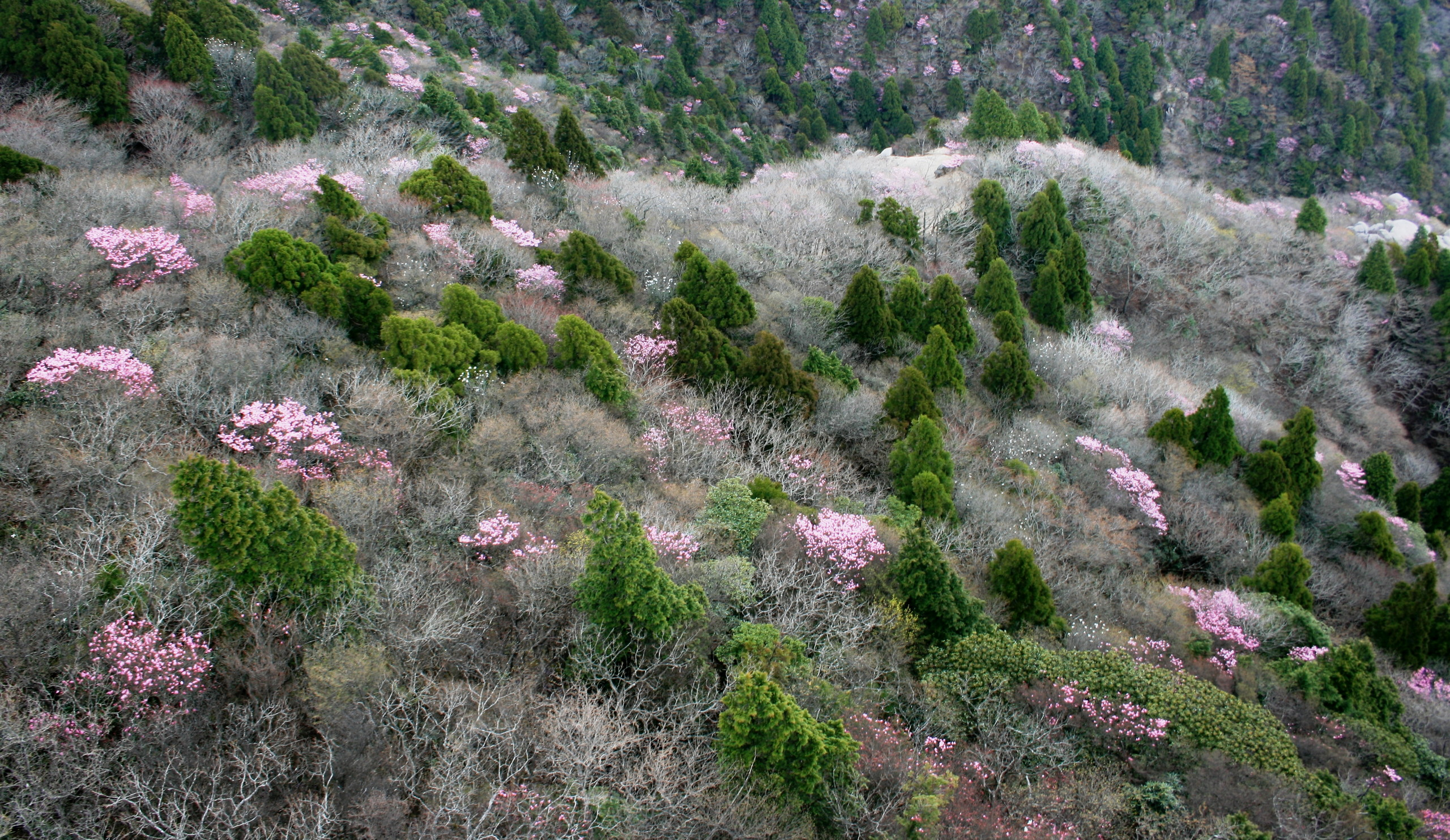
春に御在所岳の山上を桃色に彩るアカヤシオと白い花のタムシバ

### 周辺に咲く花
四季折々に咲く山野草も御在所岳の魅力の一つ。春先は山桜、コバノミツバツツジ、マンサク、ショウジョウバカマ、イワカガミ、タテヤマリンドウ、ドウダンツツジ、少し遅れてアカヤシオ、シロヤシオ、ミツバツツジ、シャクナゲ、タテヤマリンドウ、コブシ・タムシバなどが咲く。一部では、イワウチワ、イワザクラ
なども見られる。山上にはツツジ科の樹木が多く、アカヤシオは葉を出す前に花を咲かせ桃色に山上を彩り、三重県のレッドリストで準絶滅危惧に指定されている。
|                    |            |            |            |              |
| ショウジョウバカマ | アカヤシオ | シロヤシオ | シャクナゲ | ハルリンドウ |

### 御在所と紅葉
御在所岳は愛知県の香嵐渓と並び、東海地方屈指の紅葉の名所である。ドウダンツツジやカエデ、モミジなどが咲きほこり、ロープウェイに乗って見下ろす朱・黄・緑に染まった山肌が見られる。そのほかにも、ハイキングや登山に彩りを添える効果もあり、例年、10月中旬～11月下旬ほどのシーズンには、30～50万人の人が訪れる。そのため、国道477号線や湯の山温泉は混雑する。

## 登山

### 登山ルート

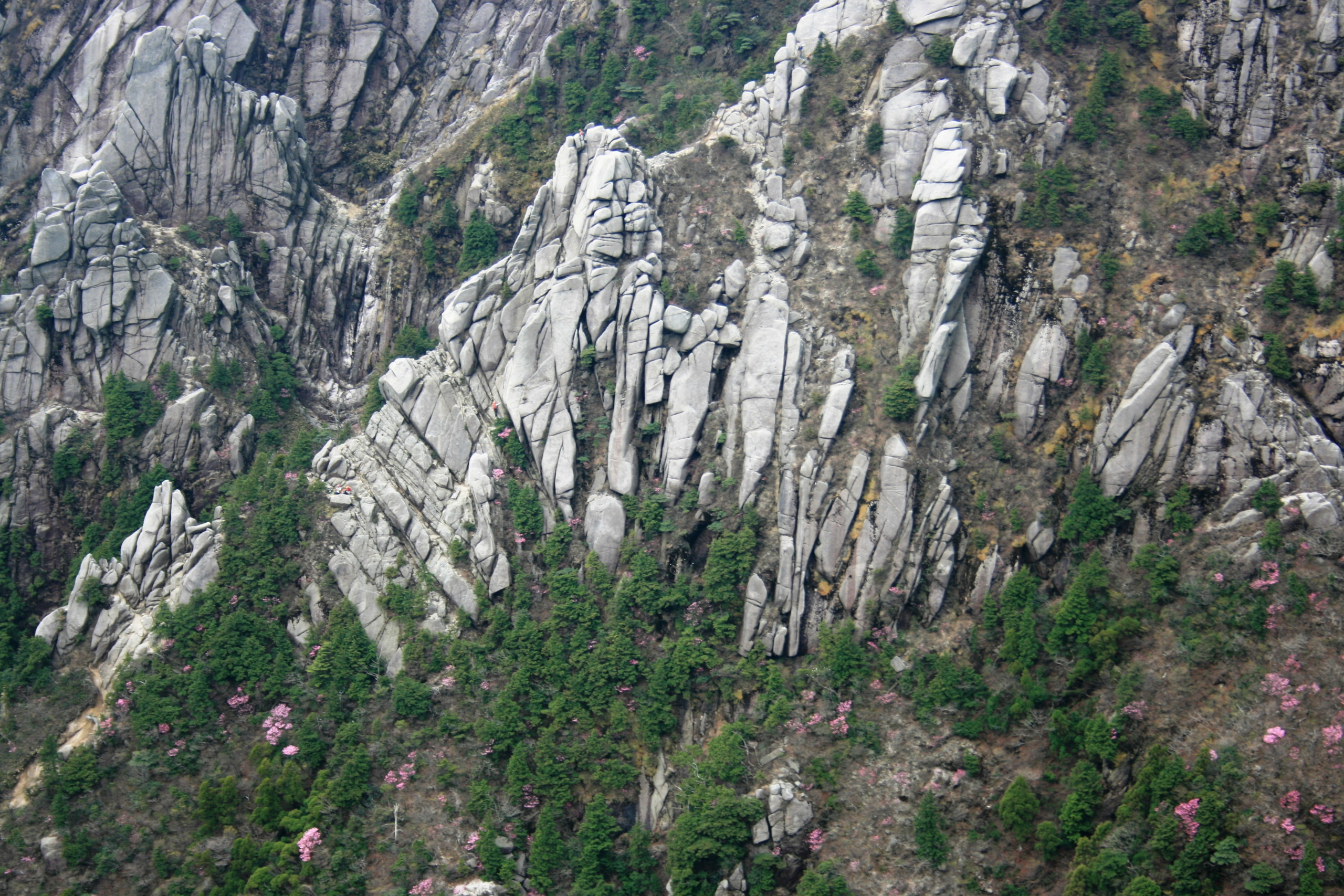
藤内壁の岩尾根を登攀するロッククライマー

一般的には三重県側（菰野町側）からの登山が便利である。近鉄湯の山線、三重交通バスといった公共交通機関や湯の山温泉などの宿泊施設、観光施設が集積している。御在所ロープウェイを利用することもできる。
表登山道（表道）、中登山道（中道）、裏登山道（裏道）、峠谷登山道、一ノ谷新道、武平峠コースなどの多くの登山道がある
。そのほか裏道から分岐する藤内壁ルート（ロッククライミング）、藤内小屋から分岐して国見尾根を登るルートがあるが一般登山者には適していない。藤内壁は切り立った断崖であり、国見尾根ルートはガラ場を登るため落石が非常に多い。ロープウェイ利用以外では、国道477号の武平トンネル登山口からのルートが最短ルートである。その他に本谷などのバリエーションルートもある。湯の山温泉付近には、東海自然歩道がある。
- 御在所ロープウェイコース　御在所ロープウェイ湯の山温泉駅 - (約8分) - 山上公園駅 - 観光用リフト - 御在所岳（望湖台）、一般の観光客が利用する。
- 国見岳コース　湯の山温泉 - （蒼滝） - 日向小屋 - 藤内小屋 - 国見尾根（ゆらぎ岩・天狗岩） - 国見岳 - 国見峠 - 御在所岳山上公園 - 御在所岳
- 武平峠コース　武平トンネル登山口 - 武平峠 - 長者池 - 御在所岳
- 峠登山道　湯の山温泉 - 三滝川左岸 - 武平峠 - 長者池 - 御在所岳
- 表登山道　湯の山温泉 - 三滝川左岸 - 御在所岳山の家 - 山上公園 - 御在所岳
- 一ノ谷登山道　湯の山温泉 - 御在所岳山の家 - 鷹見岩 - キレット - 山上公園 - 御在所岳
- 中登山道　湯の山温泉 - （御在所岳山の家） - 負ばれ岩 - 地蔵岩 - キレット - 富士見岩 - 山上公園 - 御在所岳
- 裏登山道　湯の山温泉 - （蒼滝） - 日向小屋 - 藤内小屋 - 北谷左岸 - 富士見岩 - 国見峠 - 御在所岳山上公園 - 御在所岳
- 鈴鹿山脈縦走路　-　釈迦ヶ岳 - 根の平峠 - 国見岳 - 国見峠 - 御在所岳山上公園 - 御在所岳 - 長者池 - 武平峠 - 鎌ヶ岳 - 岳峠 - 水沢岳 -　、鈴鹿山脈には、主稜線に沿った縦走路がある。

### 周辺の山小屋

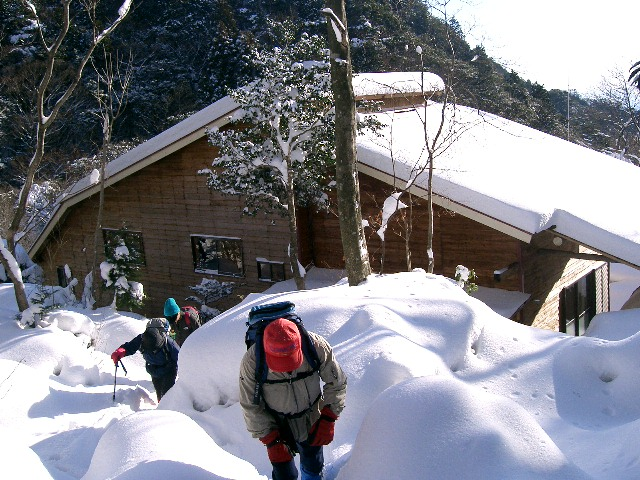
裏道登山道・藤内小屋

登山ルート上には、下表の山小屋がある。藤内小屋と御在所山の家の経営者は父子である（父は御在所山の家・子は藤内小屋を経営）。
| 名称         | 所在地                   | 標高 (m) | 御在所岳からの 方角と距離 (km) | 収容 人数 | 備考          |
| ------------ | ------------------------ | -------- | ------------------------------ | --------- | ------------- |
| 藤内小屋     | 北谷・裏道の国見尾根分岐 | 665      | 東 1.5                         | 20人      | とうないごや  |
| 日向小屋     | 北谷・裏道下部           | 500      | 東 2.0                         | 20人      |               |
| 御在所山の家 | 本谷・中道下部           | 600      | 東南東 1.6                     | 10人      | 国道477号沿い |

## 地理

### 周辺の山
鈴鹿山脈の主稜線上にある。西側には尾根が幾重にも延びている。鈴鹿山脈で第3の高峰。三角点のあるすぐ西には「望湖台」と呼ばれる花崗岩の小さな丘（標高1,212mの最高点）があり、琵琶湖や雨乞岳を望むことができる。。

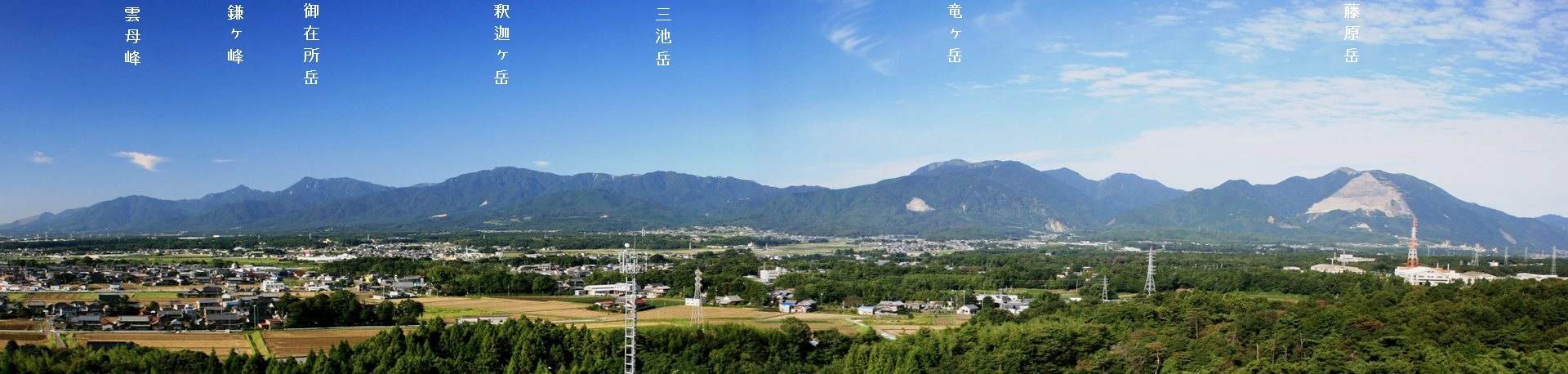
いなべ市から望む鈴鹿山脈

| 山容 | 山名     | 標高(m)  | 三角点等級 基準点名              | 御在所岳からの 方角と距離(km) | 備考              |
| ---- | -------- | -------- | -------------------------------- | ----------------------------- | ----------------- |
|      | 釈迦ヶ岳 | 1,091.89 | 三等 「釈迦ヶ岳」                | 北北東 5.4                    |                   |
|      | 国見岳   | 1,170    |                                  | 北北東 0.8                    | （標高未確定）    |
|      | 御在所岳 | 1,212    | （一等）「御在所山」 (1209.37 m) | 0                             | 日本二百名山      |
|      | 鎌ヶ岳   | 1,161    |                                  | 南 2.1                        |                   |
|      | 雨乞岳   | 1,237.67 | 三等 「雨乞岳」                  | 西 3.2                        | 鈴鹿山脈の第2高峰 |
|      | 雲母峰   | 888.09   | 三等 「吉良々山」                | 南東 3.6                      | きららみね        |

### 源流の河川
源流となる以下の河川は、伊勢湾と琵琶湖へ流れる。
- 三滝川　（二級河川、御在所岳・鎌ヶ岳の源流）、東多古知谷上流部には落差70 mの「百間滝」があり、北谷には落差50 mの「蒼滝」がある。
- 愛知川　（一級河川、鈴ヶ岳・御池岳から御在所岳までと雨乞岳・綿向山の源流）
- 野洲川　（一級河川、雨乞岳・綿向山と御在所岳以南の源流）

### 周辺の峠
- 国見峠（くにみとうげ）
- 武平峠（ぶへいとうげ） 国道477号（鈴鹿スカイライン）

### 交通・アクセス
- 最寄りの駅は、近畿日本鉄道湯の山線の湯の山温泉駅である。
- 最寄りのインターチェンジは、東名阪自動車道の四日市インターチェンジまたは新名神高速道路の菰野インターチェンジである。
- 特に紅葉シーズンに、御在所ロープウェイやリフトを利用で、山頂を訪れる観光客が多い[12]。
- 麓の湯の山温泉から朝明渓谷方面への東海自然歩道がある。

## 御在所岳の風景
|                  |                              |                        |                        |                              |
| 山頂の一等三角点 | 御在所岳スキー場と山頂の風景 | 鎌ヶ岳から望む御在所岳 | 雨乞岳から望む御在所岳 | 中道コース展望所から御在所岳 |

## テレビ番組
- 『花の百名山　御在所山　ヤシオツツジ』　NHK衛星第2テレビジョン、1995年5月15日放送[28]
- 『さわやか自然百景　鈴鹿山脈　御在所山』　NHK総合テレビ、さわやか自然百景、2009年5月31日放送[29]
- 『ぐっさん! JEEPで温泉旅 湯の山へ行く!!』　東海テレビ、ぐっさん家〜THE GOODSUN HOUSE〜、2011年2月26日放送[30]
- 『山旅のススメ　～花かおる　御在所岳へ～』　NHK名古屋放送局、金とく、2011年6月10日放送、登山家の田部井淳子が出演し御在所岳の山旅を紹介した[31]